# كريستيان كولكير
كريستيان كولكير (بالإنجليزية: Christian Caulker)‏ (25 ديسمبر 1988 بفريتاون في سيراليون - ) هو لاعب كرة قدم سيراليوني في مركز حراسة المرمى. شارك مع منتخب سيراليون لكرة القدم. أما مع النوادي، فقد لعب مع نادي كالون ونادي فيستيروس ‏.

## وصلات خارجية
- كريستيان كولكير على موقع الاتحاد الدولي (مؤرشف)  (الإنجليزية)
- كريستيان كولكير على موقع قاعدة بيانات كرة القدم.إي يو (الإنجليزية)
- كريستيان كولكير على موقع ناشيونال فوتبول تيمز (الإنجليزية)
- كريستيان كولكير على موقع Soccerway.com (الإنجليزية)